# Ga KLIA T2 ERL
Ga KLIA T2 ERL (trước đây gọi là KLIA2) là một nhà ga trên Express Rail Link (ERL) phục vụ cho Terminal 2, trung chuyển tại Sân bay quốc tế Kuala Lumpur (KLIA), Malaysia. Ga ERL phục vụ tại sân bay bắt đầu hoạt động vào ngày 1 tháng 5 năm 2014 kết hợp với việc mở Terminal 2 (hiện tại là KLIA2). Nhà ga nằm tại tầng 2 thuộc Gateway@klia2 complex. Nó phục vụ cho cả hai tuyến ERL, KLIA Ekspres và KLIA Transit.
Nhà ga bao gồm một sân ga đảo duy nhất. Giống như cách bố trí tại Ga KLIA T1 ERL, cả hai dịch vụ đều sử dụng tại ke ga đối diện nhau. KLIA Ekspres sử dụng ke ga A, trong khi KLIA Transit sử dụng ke ga B.
Ga KLIA T2 ERL là ga cuối phía Nam của tuyến ERL. Tất cả tàu ERL dừng tại nhà ga này và ga KLIA T1. Từ nhà ga Terminal 1 hướng đi đến trung tâm thành phố Kuala Lumpur, KLIA Ekspres chạy không dừng đến ga KL Sentral, trong khi KLIA Transit dừng tại ba nhà ga trước khi đến ga cuối KL Sentral.